# 龍覲光

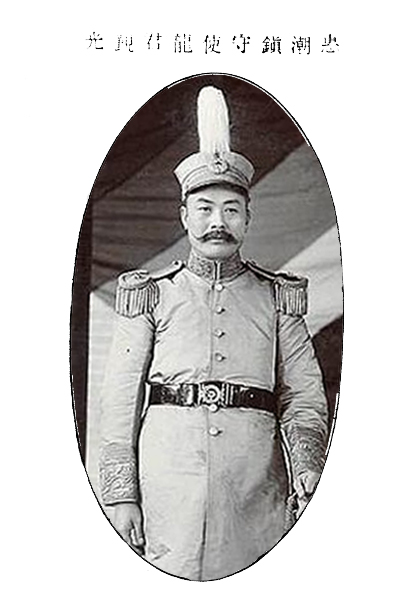
龙觐光

龙觐光（1863年—1917年）字怡庭，哈尼族，云南省临安府蒙自县逢春岭纳更土司（今云南省元阳县）人。清朝及中华民国军事及政治人物。

## 生平

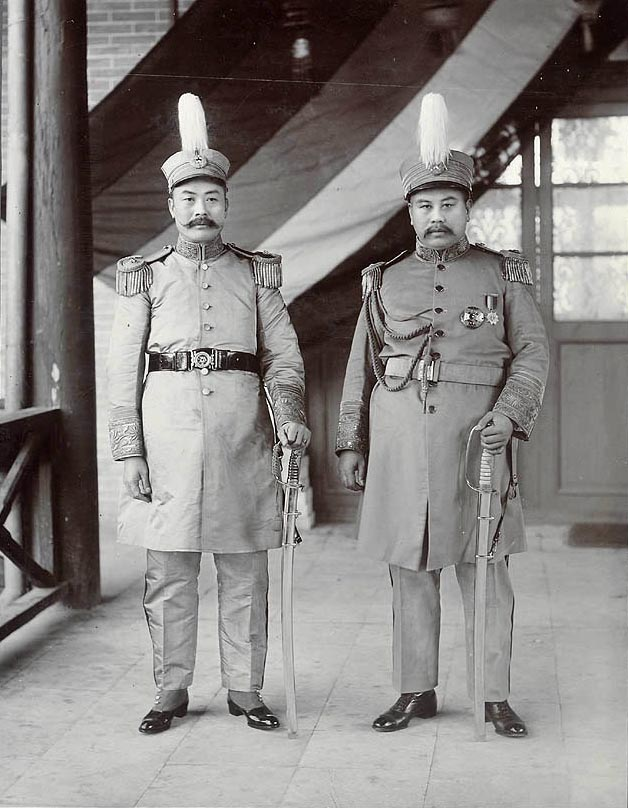
龙觐光（左）和龙济光（右）在广州合影

龙觐光自幼喜欢诗书。曾代办纳更土驼检职务，但由于是庶母所生，故无法承袭纳更土司之位。后来，嫡母之子龙裕光、龙济光企图谋害龙觐光，龙觐光乃于清朝光绪七年（1882年）辞职，赴省城昆明，后赴首都北京参加会试，获录取署理四川青神县县令，后升会理州知州。此后，他调任广西右江道道员，因追剿游勇有功，升任军统。
中华民国成立后，1914年任广惠镇守使。任内曾率团到日本考察政治、经济、军事、教育等方面，并著《东瀛考察记》。1916年2月8日，龙觐光被将军府授“临武将军”，同日，被袁世凯任命为云南查办使，率广东龙军开赴云南镇压护国起义，3月12日途经广西百色时，被护国军张开儒部截击，桂军又抄其后路，被迫投降缴械，更被推上讲台宣读广西独立檄文。事后龙觐光经海南、香港转赴北京，出任大总统府顾问。
1917年，龙觐光在北京逝世。